# Ленск (аэропорт)
«Ленск» — аэропорт одноимённого города в Якутии. Имеет региональное значение, обеспечивает регулярное авиасообщение с аэропортами соседних улусов Якутии, а также с Якутском, Красноярском, Иркутском.

## Принимаемые типыВС[1]
Ан-12, Ан-24, Ан-26, Ан-38, Ан-72, Ан-140, Як-40, Л-410, Ил-76 (зимой) и более лёгкие, вертолёты всех типов.
| год             | 2014 | 2015 | 2016 | 2017 | 2018 | 2019 | 2020 | 2021 |
| тыс. пассажиров | 64,3 | 67,8 | 84,3 | 57,3 | 47,7 | 47,6 | 28,5 | 32,9 |
| Источники:      |      |      |      |      |      |      |      |      |

## Происшествия
- 16 сентября 1991 года в аэропорту произошла катастрофа самолёта Ан-74. Сразу после взлёта ночью в простых метеоусловиях самолёт левой плоскостью крыла задел деревья высотой 20-30 м на склоне сопки высотой 133 м на удалении 3903 м от торца ВПП, столкнулся с землей, разрушился и сгорел. 13 человек погибло. Взлетная масса самолёта составляла более 42 т (груз рыбы) при максимально допустимой для фактических условий полета 34,5 т. Экипаж преждевременно начал уборку закрылков, в результате чего самолет потерял высоту.[8]
- 4 июля 2012 года в 4 км от аэропорта Ленск после взлёта совершил вынужденную посадку вертолёт авиакомпании «ЮТэйр» Eurocopter AS-350, после чего, в результате жёсткого приземления вертолёт загорелся. На месте катастрофы обнаружены тела трёх человек, на борту находились четверо.[9]